# P.U.N.K.S.
P.U.N.K.S. es una película de 1999 dirigida por Sean McNamara.

## Sinopsis
Una compañía de investigación y producción está realizando una prueba en humanos en vivo para una máquina llamada "Augmentor 1000". El dispositivo está diseñado para uso médico, con un beneficio adicional de mayor resistencia. El creador de la máquina, el adicto al trabajo Pat Utley, se opone debido a los efectos secundarios potencialmente letales. Edward Crow, el dueño de la empresa, lo anula. El Augmentor se activa con éxito, pero el sujeto de repente se vuelve loco hasta que Pat literalmente desconecta el dispositivo.
Drew, el hijo de Pat, se encuentra con sus amigos Miles y Lanny después de la escuela. Los tres son intimidados por deportistas; luego se compadecen en la casa de Drew y deciden formar un club para defenderse. Al día siguiente, Drew y Miles pasan el rato en el trabajo de Pat y piratean los sistemas informáticos para divertirse. Mientras Miles busca archivos clasificados, Drew escucha a Crow exigiendo que Pat se prepare para una demostración de Augmentor de control de movimiento. Para garantizar su cumplimiento, se le ordena a Pat que use la máquina para la prueba o que lo retiren del proyecto. Pat acepta a regañadientes, a pesar de una condición cardíaca problemática. Drew concluye que están tratando de deshacerse de su padre, por lo que Miles intenta averiguar más sobre la máquina, pero necesitan la contraseña de superusuario de Crow.
Para conseguirlo, los tres reclutan a Jonny, el estafador de la escuela, para su club. Juntos, engañan a un supervisor del sistema para obtener la contraseña de superusuario y descargar los esquemas de Augmentor. Miles determina que un usuario de Augmentor freirá su sistema nervioso en 20 minutos, pero el padre de Drew estaría muerto en solo cinco. Determinan que la mejor manera de salvar a Pat es robar la máquina. Para ayudar a entrar en el edificio, se recluta a la prima de Jonny, Samantha, una hábil ladrona de autos y ganzúa. El equipo se llama a sí mismo "P.U.N.K.S." - un acrónimo formado por las primeras letras de sus apellidos, y también representa su mantra ("proteger a los desvalidos con nervio, conocimiento y fuerza"). Durante una redada nocturna, se infiltran con éxito en el edificio. Miles copia y elimina los archivos de Augmentor mientras Drew y Sam plantan un error de audio y acceden a la transmisión de una cámara para la vigilancia desde su "control maestro". Una alarma silenciosa atrae a los guardias y Miles bloquea el sistema con un virus antes de que los jóvenes escapen por poco con el Augmentor.
Al día siguiente, se enteran por su fuente de audio/video que Crow tiene copias de seguridad de archivos y un prototipo de Augmentor. Intentan dos encuentros públicos para obtener el prototipo, pero ambos fallan. Crow organiza una demostración improvisada para un importante inversionista con conexiones de compradores del Medio Oriente que Crow necesita, ya que en secreto ha puesto todas las esperanzas financieras de su empresa en el comercio del mercado negro. Frustrado con Pat, Crow decide probar personalmente el prototipo Augmentor con la unidad de control remoto. Jonny usa un segundo traje de control de movimiento para avergonzar a Crow haciéndolo hacer payasadas ridículas. Furioso, Crow amenaza con despedir a Pat a menos que la demostración real funcione a la perfección.
La celebración de la victoria se interrumpe cuando se escucha a Crow hablar sobre la eliminación de los PUNKS y mencionar a un agente del FBI problemático llamado Houlihan. Todos entran en pánico y se escapan excepto Drew. Conoce a Houlihan y cae en una trampa tendida por Crow. Los otros P.U.N.K.S. salvarlo en el último minuto por radio, y se escapa. Pat intenta renunciar, pero la drogan y la visten a la fuerza para la presentación del comprador. Drew regresa al "control maestro", solo para descubrir que Crow secuestró a sus amigos. Él viaja durante la demostración y rescata a sus amigos y salva a su padre. Crow se pone el Augmentor y lucha contra Drew. El chico tiene la ventaja, pero pasa su límite de veinte minutos y comienza a perder el conocimiento. Mientras Crow se prepara para golpearlo, Sam interviene con el traje de control de movimiento y hace que Crow se golpee a sí mismo. Llega la policía y arresta a los delincuentes.
De vuelta en la escuela, los deportistas se meten con Miles, pero los P.U.N.K.S. se unen, y Lanny literalmente los arroja por el patio usando el Augmentor. De camino a casa juntos, Miles lee un artículo que detalla la exposición de la operación de Crow, los arrestos y acredita a los P.U.N.K.S. como un "equipo encubierto de agentes", para llevarlos ante la justicia.

## Elenco
- Tim Redwine como Drew Utley.
- Jessica Alba como Samantha Swoboda.
- Brandon Baker como Jonny Pasiotopolis.
- Kenneth Brown como Miles Kitchen.
- Patrick Renna como  Lanny Nygren.
- Randy Quaid como Pat Utley.
- Cathy Moriarty como Mrs. Utley
- Alexa Nikolas como Jenna Bygayly.
- Louan Gideon como Mrs. Grimes
- Roger Clinton como Carlson.
- Henry Winkler como Edward Crow.
- Megan Blake como Agente de FBI Houlihan.
- Kim Morgan Greene como mujer en bar.
- Gregory Mortensen como cantinero.